# Nanga Parbat Mountain
Nanga Parbat Mountain är ett berg i Kanada.   Det ligger i provinsen Alberta, i den centrala delen av landet, 3 100 km väster om huvudstaden Ottawa. Toppen på Nanga Parbat Mountain är 2 670 meter över havet.
Terrängen runt Nanga Parbat Mountain är huvudsakligen bergig, men åt nordost är den kuperad.Trakten runt Nanga Parbat Mountain är nära nog obefolkad, med mindre än två invånare per kvadratkilometer.. Det finns inga samhällen i närheten. 
Trakten runt Nanga Parbat Mountain är permanent täckt av is och snö.